# Emil Paul Tscherrig
Emil Paul Tscherrig (Unterems, 3 de febrero de 1947) es un eclesiástico, religioso, cardenal y diplomático católico suizo, hasta el 11 de marzo de 2024, fue nuncio apostólico en Italia y San Marino.

## Biografía
Emil Paul nació el 3 de febrero de 1947, en la localidad de Umterems, en el cantón del Valais (Suiza), siendo el mayor de ocho hijos de una familia de agricultores de montaña. 
Realizó su formación primaria en su pueblo natal, y la secundaria (1961-1968) en el Brig College.
Cursó los estudios eclesiásticos en el Seminario de Sion. Tras realizar estudios en la Universidad de Friburgo, obtuvo en 1974 la licenciatura en Teología.
Continuó sus estudios en la Pontificia Universidad Gregoriana, donde consiguió la licenciatura (1978) y el doctorado en Derecho canónico. También completó su formación en la Academia Pontificia Eclesiástica de 1974 a 1978. 

### Sacerdocio
Su ordenación sacerdotal fue el 11 de abril de 1974, incardinándose en la diócesis de Sion.
El 1 de abril de 1978 ingresó al servicio diplomático de la Santa Sede. Sirvió en las nunciaturas en Uganda (1978-1981), Corea del Sur (1981-1984) y Bangladés (1984-1985).
Desde 1985 trabajó en la Secretaría de Estado de la Santa Sede en la Sección de Asuntos Generales, donde fue responsable de la planificación de los viajes al extranjero del Papa Juan Pablo II como asistente del Mariscal de Viajes Papal Roberto Tucci SJ.
El 15 de mayo de 1980, el papa Juan Pablo II le otorgó el título honorífico de Capellán de Su Santidad, y el 26 de noviembre de 1992, el título de Prelado de honor de Su Santidad.

## Episcopado
El 4 de mayo de 1996, Juan Pablo II lo nombró arzobispo titular de Voli y nuncio apostólico en Burundi. La consagración episcopal fue otorgada por el cardenal secretario de Estado Angelo Sodano el 27 de junio del mismo año. Los co-consagradores fueron Henri Schwery y Norbert Brunner, Obispo de Sion.
En el 2000 fue nombrado Nuncio en Trinidad y Tobago, República Dominicana, Jamaica, Granada, Guyana, Santa Lucía, San Vicente y las Granadinas y Bahamas; desde 2001 también en Barbados, Antigua y Barbuda, Surinam y San Cristóbal y Nieves. 
En 2004 se hizo cargo de la nunciatura en Corea del Sur y Mongolia.
En 2008 el papa Benedicto XVI 2008 lo nombró Nuncio ante los países nórdicos (Suecia, Dinamarca, Finlandia, Islandia y Noruega), con sede en Estocolmo. El 5 de enero de 2012, Benedicto XVI lo nombró Nuncio Apostólico en Argentina.
El 12 de septiembre de 2017, el Papa Francisco lo nombró como Nuncio en Italia y San Marino, sucediendo a Adriano Bernardini, siendo el primer no italiano en ocupar el cargo. El 11 de marzo de 2024 cesó en su cargo de nuncio apostólico en Italia y en la República de San Marino.

### Cardenalato
Fue creado cardenal por el papa Francisco durante el consistorio celebrado el 30 de septiembre de 2023, asignándole la Diaconía de San José en Via Trionfale.
El 4 de octubre de 2023 fue nombrado miembro del Tribunal Supremo de la Signatura Apostólica.
El 6 de febrero de 2024 fue nombrado miembro del Dicasterio de las Causas de los Santos usque ad octogesimum annum aetatis.
El 26 de marzo de 2024 fue nombrado miembro de la Comisión Cardenalicia de vigilancia del Instituto para las Obras de Religión ad quinquennium.
El 18 de mayo de 2025 fue nombrado miembro de la sección para la primera evangelización y las nuevas Iglesias particulares del Dicasterio para la Evangelización y del Dicasterio para los Obispos.